# 乐清幼师打车遇害案
乐清幼师打车遇害案是一起故意抢劫强奸杀人案，又被称为“8·24”温州恶性事件，或乐清“滴滴顺风车”司机杀人案。事件发生于2018年8月24日，浙江乐清年仅19岁的女生赵培辰在搭乘滴滴顺风车时，遭到四川金堂籍司机钟元的强奸并杀害。案发期间，赵培辰好友曾联系滴滴打车客服，要求获得车牌号等信息，警方也要求滴滴方面配合调查，但遭到滴滴以“保护隐私”、“没有权限”等理由多次推延，最终由于处置不及时导致案件的发生。事件引起民众及媒体的高度关注，滴滴公司在舆论压力下宣布在全国范围内暂停顺风车营运业务，同时加强和警方的信息合作。这是滴滴出行自2018年5月郑州空姐打车遇害案后，同年内第二次发生乘客遇害事件。

## 背景
顺风车部门总经理黄洁莉有意将顺风车服务往相亲艳遇的方向发展。包含在节假日推出一些活动，平日也使用开屏广告，例如“我们相遇的浪漫故事”“湿了、硬了”“第一次见面就免单，我早晚也是你的”等暗示司机接异性乘客会有更多互动。黄洁莉曾表示，要把搭车打造成“性感场景”。

## 案件经过
2018年8月24日13时30分，浙江温州乐清市的19岁女生赵培辰准备去永嘉县庆祝同学的生日，故在虹桥镇飞虹南路乘坐滴滴顺风车前往永嘉上塘，正常车程大约1小时。14时10分，赵培辰通过微信向朋友发出求救信息称：“司机开的山路没有一辆车，有点怕”。14时14分许，赵培辰给另一好友发微信“救命、抢救”，随后失联。其好友试图与滴滴公司联系，索要司机的信息（如位置、车牌号等）。而滴滴公司则回应称“将有相关安全专家介入处理此事，会在1小时内回复”、“一线客服没有权限”、“在这里请您耐心等待，您的反馈我们会为您加急标红”，以保护隐私为由不提供信息。16时41分许，赵培辰的朋友及家属前往上塘派出所报案，警察和家属向滴滴客服索要司机的信息，但初期都被拒。17时13分许，滴滴客服向民警反馈称在赵培辰13时许预约了顺风车后已于14时10分许将订单取消，并未上车。直至18时13分，滴滴才向警方提供司机信息（车牌号为川A31J0Z）。25日4时，犯罪嫌疑人钟元在柳市镇被捕。25日9时，车牌号为川A31J0Z的作案车辆在永嘉县峙口村被查获。25日早晨，受害者赵培辰的遗体被找到。
钟元随后供述犯罪过程：犯罪嫌疑人钟元系滴滴顺风车司机，24日下午，嫌疑人载着受害人从石角龙村附近上山，至淡溪镇江岙村时停车，将受害人的手脚捆绑起来，胶布封嘴，开始向被害人勒索钱财。但是受害人只有少许现金，嫌疑人要求微信转账，但江岙村信号差，嫌疑人将车开回石角龙村，而后通过微信转账，勒索9000多元钱。嫌疑人再次开车至江岙村，强奸受害人，用匕首刺其颈部，致受害人死亡。最后，嫌疑人在回石角龙村的路上，抛尸于道路护栏外的悬崖下，驾车逃离。
8月26日凌晨，温州警方发布工作核查通报。
8月27日，浙江省乐清市人民检察院对该案嫌犯钟元，以涉嫌抢劫罪、强奸罪、故意杀人罪依法批准逮捕。11月6日，乐清市人民检察院对被告人钟元以故意杀人罪、强奸罪、抢劫罪提起公诉。
2019年1月4日上午，浙江省温州市中级人民法院依法不公开开庭审理“滴滴顺风车司机杀人”案。
2月1日上午，温州市中级人民法院一审以故意杀人罪、强奸罪、抢劫罪，判决顺风车司机钟元死刑，剥夺政治权利终身。8月30日下午，钟元被执行死刑。

## 案件相關人物

### 受害人
赵培辰（1998年11月4日—2018年8月24日），女，殁年19岁。毕业于温州大学学前教育专业，幼师，在杭州工作，事发前从杭州辞工回到乐清休息。

### 罪犯
钟元（1991年6月—2019年8月30日），男，汉族，四川省金堂县人，案发时27岁。初中肄业，名下有多笔贷款，存在不良信息记录，负有数十万债务，曾强迫被害人微信转账9000多元。

## 審訊
2019年1月4日，浙江省温州市中级人民法院依法不公开开庭审理该案。庭审期间，被告人对指控事实供认不讳，对其犯罪行为表示后悔，愿意接受法律制裁。而案件将定期进行宣判。
2019年2月1日，浙江省温州市中级人民法院一审宣判，被告人钟元犯抢劫罪，判处有期徒刑八年，并处罚金25000元；犯强奸罪，判处有期徒刑六年；犯故意杀人罪，判处死刑，剥夺政治权利终身；数罪并罚，决定判处死刑立即执行，剥夺政治权利终身，并处罚金25000元。
2019年8月30日下午，温州市中级人民法院根据最高人民法院下达的死刑复核刑事裁定书，遵照最高人民法院院长签发的执行死刑命令，对被告人钟元执行死刑。

## 回应

### 滴滴公司
25日，滴滴公司发文称对案发前司机骚扰女乘客被投诉而客服未做到及时回复并处理负有不可推卸的责任，向公众道歉。称“无论法律上平台是否有责，以及应当承担多少责任，未来平台上发生的所有刑事案件，滴滴都将参照法律规定的人身伤害赔偿标准给予3倍的补偿”。称车牌系钟元线下伪造。
26日，滴滴公司发文向公众公开内部自查进展。宣布将于8月27日0：00开始在全国下线顺风车业务，内部重新对顺风车进行评估。免去顺风车事业部总经理黄洁莉的职务，免去客服副总裁黄金红的职务。
28日，滴滴创始人程维、总裁柳青发道歉声明：在安全保护措施没有获得用户认可之前，顺风车业务无限期下线。表示將与公安部门深入共建用户安全保护机制，不再盲目追求规模和增长，而是以安全作为核心的考核指标，组织和资源全力向安全和客服体系倾斜。
9月4日，滴滴公司宣佈啟動安全大整治，推出多項措施，其中9月8日到15日暫停晚上23點到深夜5點的出租車、快車、優步、優享、拼車、專車、豪華車服務，單車、代駕、公交、海外自駕租車及二手車服務正常運行，乘客端「緊急求助」功能升級為「一鍵報警」。

### 乐清警方
8月27日，乐清警方发布视频，表明该案中嫌疑人未伪造车牌。

### 公眾與媒體
事件发生后，25日滴滴公司发布道歉声明。媒体质疑滴滴的道歉信的诚意。司机性骚扰女乘客被投诉仍能正常接单；乘客亲友索要司机和车辆信息，客服拒绝提供，亲友报警后，警方2次索要司机和车辆信息，客服墨迹提供；刑事案件给予3倍补偿，以钱偿命。
在网友号召大家卸载滴滴的浪潮中，多位明星也宣布加入抵制。演员王传君发布了一张卸载滴滴App的截图，并配文“难道还要一直留着么？”而章子怡则发微博反问滴滴打车的“滴”是不是“滴血”的意思。之后，马思纯、何穗也在微博为受害者发声，分别称“地狱空荡荡，魔鬼在人间。就算保护自己，恐是无助”、“这炎炎夏日，新闻事件，看得太让人寒心了，出离愤怒！”。
《人民日报》评论认为，滴滴顺风车事件显示各种新业态新经济崛起的时候，单靠政府难以建立严密的风险控制体系，互联网企业需要承担相应的社会责任。《环球时报》总编辑胡锡进则坦承“滴滴的确应该整改”，“但一个行业出问题，如果就不搞了，也未必就是办法”“那样的话，中国不知道有多少行业应该关掉”。
2018年連續發生兩起司機殺人強姦案後，央視專題表示整理過去三年見報的新聞滴滴就有50起性騷擾、搶劫、強姦新聞，包含發生命案的這兩起。而北京衛視引用澎湃新闻調查發現這三年多來顺风车部門女总经理黄洁莉治理下，滴滴有意的將軟體功能跨出交通服務往一種相親軟體的方向做發展，包含在七夕情人節推出一些活動，平日也鼓勵司機選擇異性乘客接單並在坐車過程有更多互動，黄洁莉曾演講表示要把搭車打造成「性感場景」，之後出現不少公司宣傳廣告是「我們相遇的浪漫故事」「濕了、硬了」「第一次見面就免單，我早晚也是你的」這類標語廣告。乐清案後黄洁莉被公司開除。
華龍網報導，滴滴順風車司機在接單前在軟體上可看到其他司機對乘客的評價。網路上一張截圖顯示，有司機給出「聲音很甜美」、「顏值爆表」等評價，還有一些露骨留言，例如「美女下車時絲襪容易走光看得想入非非」、「她有男朋友了」等。除了評價，順風車主頁面還設置「免單」功能，如果兩人聊得非常合拍，車主可以不收錢。根據滴滴大數據分析，男車主願意給女乘客免單的比例達67%，是男乘客的2倍，此外，晚上10至11時是一天中最容易發生免單的時間段。為提高夜間安全滴滴恢復服務後曾短暫實施晚上10點過後至早上6點，禁止叫車服務，6月中則改為恢復晚上10點至12點及早上5至6點可叫車，但禁止男性司機載女性乘客（雙方需同一性別），但因中國開車司機多為男性，導致市場出現反映調整前，女司機沒增加前女用戶晚間根本叫不到車。

### 政府
由於案件影響惡劣。滴滴出行遭到全国各地政府和交通运输部及公安部的约谈，要求其清退不合规车辆和人员，保障乘客安全。

## 暴露的问题

### 私下接单
由于私下接单可以省下本应支付给滴滴公司的费用，乘客和司机都可以得到实惠。所以取消订单、私下接单已成为行业潜规则。但私下接单存在更大的安全隐患。

### 客服业务外包
有调查发现，滴滴客服工作被外包，滴滴客服并非滴滴自家员工。客服工作过程中，多以「非常抱歉给您带来不好的用户体验」、「我们会提交给专员处理」、「有结果会第一时间通知您」一类的话敷衍客服投诉。

## 案件相关
事发后，一昵称为“深圳-没车”的网民在“深圳滴滴交流群”QQ群中发表侮辱该案被害女子的言论，包括“穿那么风骚，不强奸你强奸谁啊”、“7年就7年，出来我还强奸它”等，引发不良社会影响。8月27日，深圳网警在宝安区某工业园内将涉事网民查获，后被警方行政拘留。另外武汉一网民也对多个疑似滴滴司机群聊天记录进行了曝光，并对该案被害女子进行调侃而被警方拘留。29日，山东烟台两男子王某鑫（QQ昵称：“帅的小鸡儿直撅够”）和许某强（QQ昵称：“大强哥”），因在QQ群内侮辱该案被害女子，被警方行政拘留。此外河北石家庄某滴滴司机群也存在有网民散布侮辱该案被害女子言论的情况，目前正在调查中。9月2日，江苏无锡公安局通报，2名网民因发表侮辱该案被害女子的言论而被行政拘留。其中网民“神秘人”（本名曹某某，暂住惠山区）被惠山区公安分局行政拘留10日；而网民“蒲公英的约定”（本名石某某，暂住新吴区）被新吴区公安分局行政拘留5日。